# Campanula alpestris
Campanula alpestris är en klockväxtart som beskrevs av Carlo Allioni. Campanula alpestris ingår i släktet blåklockor, och familjen klockväxter. Inga underarter finns listade i Catalogue of Life.

## Bildgalleri

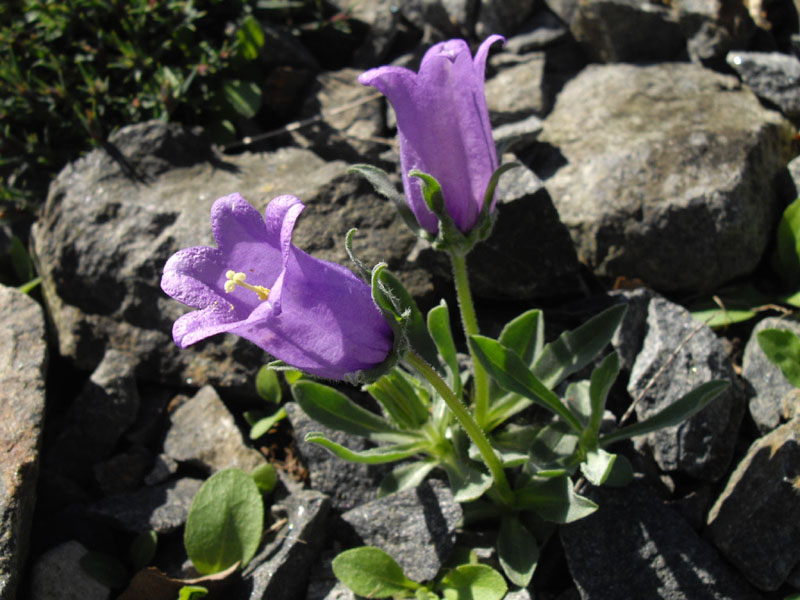
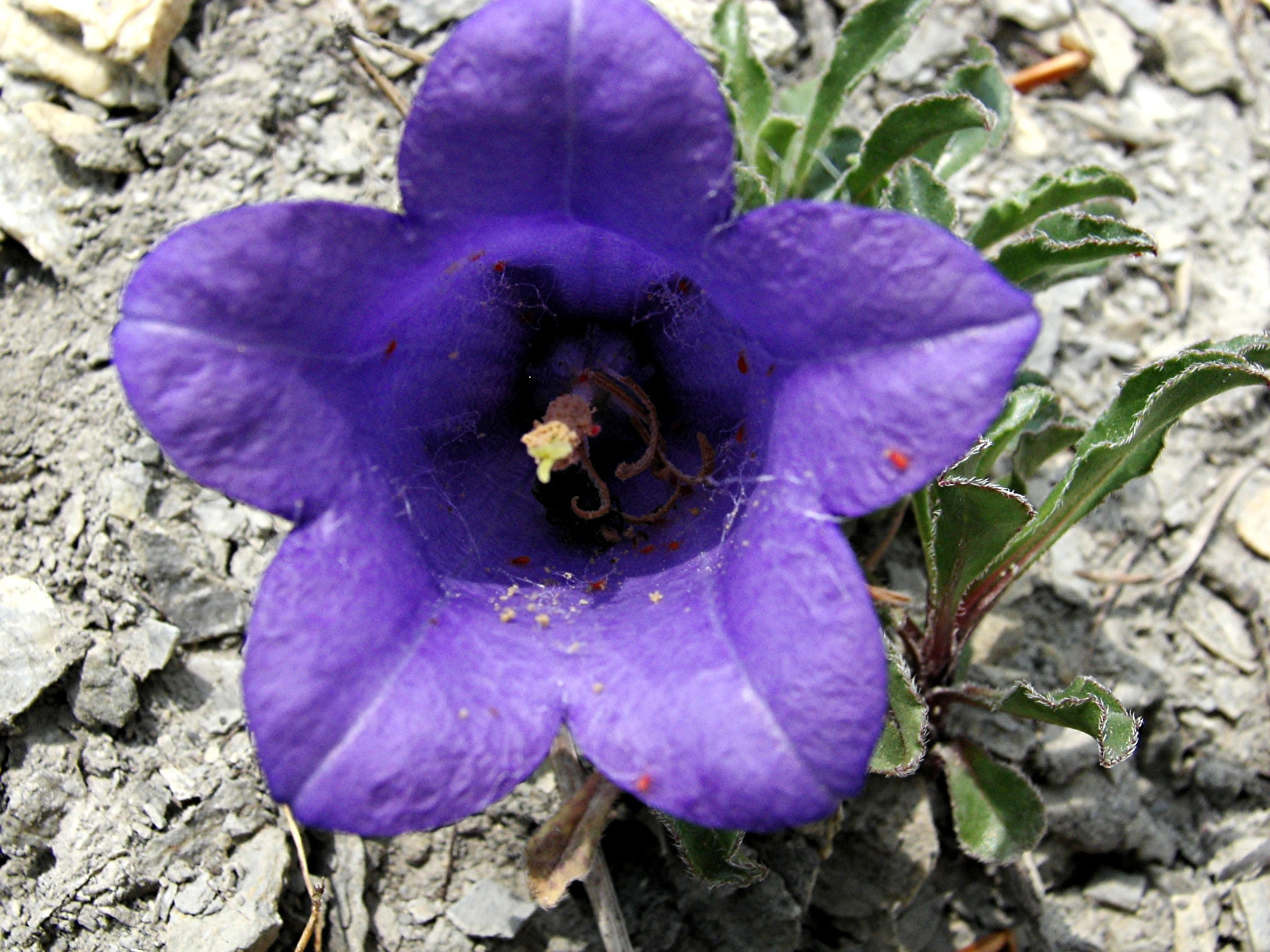
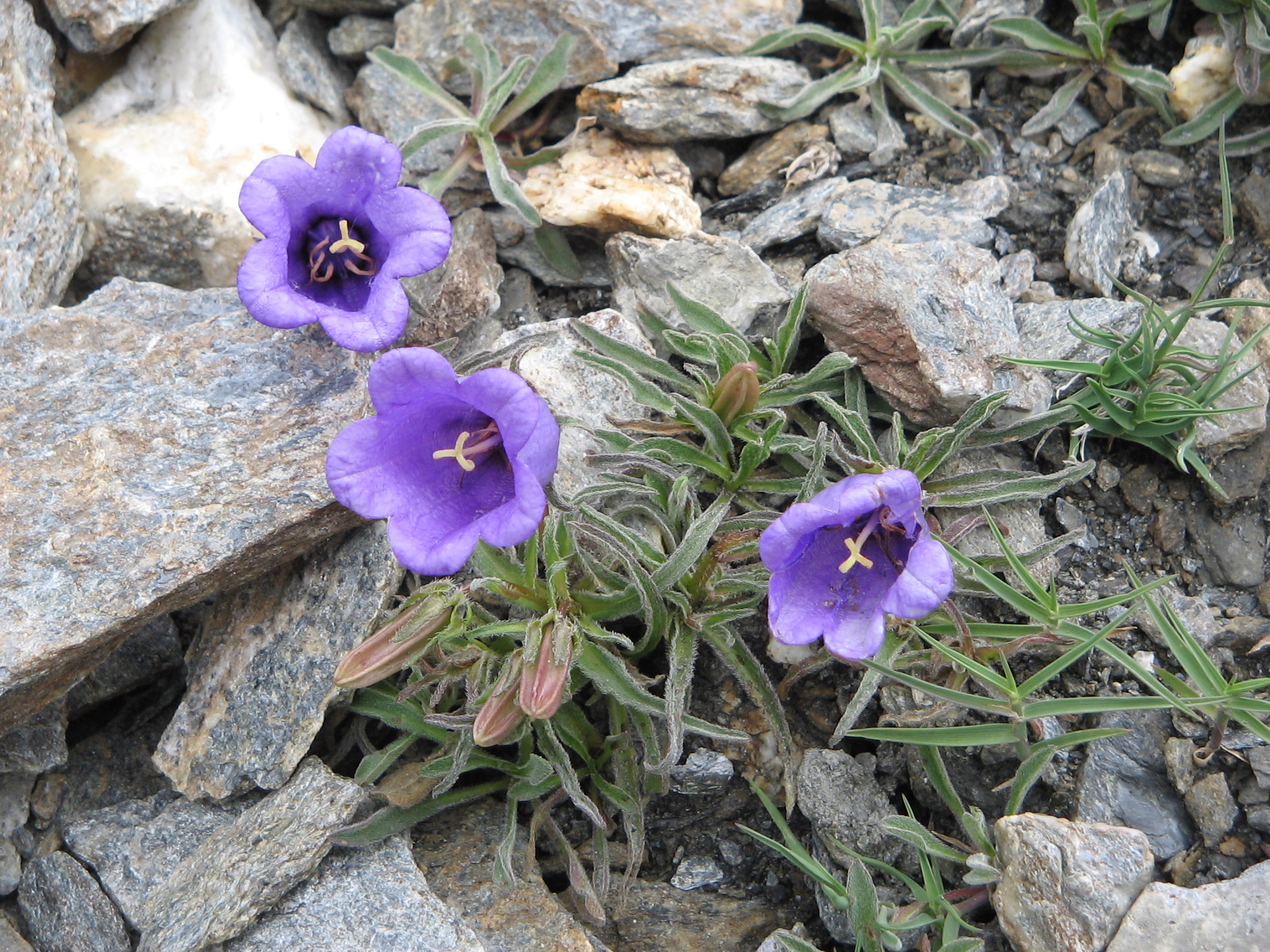